# UV Trianguli
UV Trianguli (UV Tri) es una estrella de magnitud aparente +11,2 en la constelación boreal de Triangulum.
Aunque su paralaje no fue medida por el satélite Hipparcos, se estima que su distancia respecto al sistema solar es de 1560 años luz.

## Características
Aunque UV Trianguli figura en la base de datos SIMBAD como de tipo espectral A3, estudios recientes la catalogan como una estrella blanca de la secuencia principal de tipo A8V o F0V.
Su temperatura efectiva es de 7480 K y es unas 8 veces más luminosa que el Sol.
Tiene un radio equivalente a 1,74 radios solares y su masa es un 78 % mayor que la del Sol.
Su metalicidad es muy parecida a la de nuestra estrella ([M/H] = -0,014).
Con una edad de 890 ± 50 millones de años, está en una fase evolutiva temprana dentro de la secuencia principal.

## Variabilidad
UV Trianguli es una variable Delta Scuti y es, al menos, una variable biperiódica.
Se han detectado dos períodos, de 2,568 y 2,212 horas, pero probablemente existan más; las respectivas amplitudes de variación son 0,026 y 0,010 magnitudes.
Los cambios de luminosidad de las variables Delta Scuti son debidos a pulsaciones radiales y no-radiales en su superficie; en el caso de UV Trianguli los dos modos de pulsación encontrados son, probablemente, no-radiales.
Además, en su curva de luz se observan ciclos anómalos «aperiódicos», semejantes a los observados en la estrella 59 Tauri.
En el diagrama de Hertzsprung-Russell, UV Trianguli se localiza en la región donde se solapan las variables Delta Scuti y las variables Gamma Doradus.
Se piensa que UV Trianguli puede ser una variable Delta Scuti que pulsa en modos no-radiales similares a los de las variables Gamma Doradus.